# Portal Tomb von Ballindud

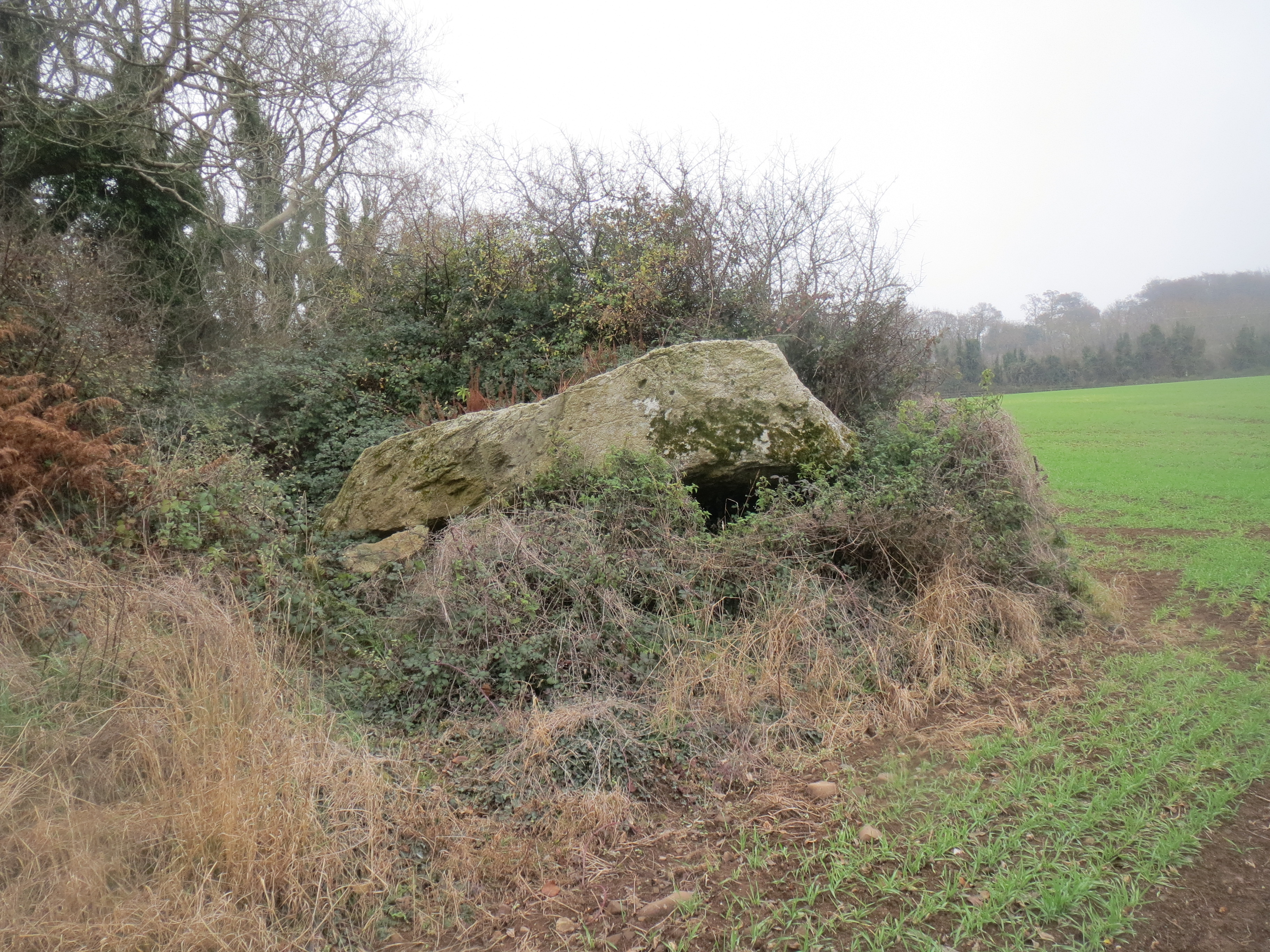
Portal Tomb von Ballindud

Das völlig überwucherte Portal Tomb von Ballindud liegt an einem sanften Westhang im Townland Ballindud (irisch Baile an Dodaigh, „Heimstätte des Verdrießlichen“) im Süden von Waterford im County Waterford in Irland. Als Portal Tombs werden auf den Britischen Inseln Megalithanlagen bezeichnet, bei denen zwei gleich hohe, aufrecht stehende Steine mit einem Türstein dazwischen die Vorderseite der Kammer bilden, die mit einem  gewaltigen Deckstein bedeckt ist.
Der im Südwesten von einem Portalstein unterstützte, ovale Deckstein ist mit einer Länge von etwa 4,3 m, einer Breite von 3,8 m und einer maximalen Dicke von 1,0 m größer als der Deckstein auf dem Dolmen von Gaulstown. Als das Portal Tomb 1824 zum ersten Mal eingeordnet wurde, wurde es noch von einem zweiten Portalstein und einem hohen Endstein unterstützt, aber starker Bewuchs verhinderte weitere Untersuchungen. In dem Grab wurden verbrannte Knochen gefunden.
Im Jahr 1986 wurde nordwestlich des Grabes ein neolithischer Abschlag aus Feuerstein mit den Maßen 2 × 5 × 5 cm gefunden.

## Der Menhir
200 Meter nördlich am Rand des Kilbarry Bog steht der 1,4 m hohe, einst stark geneigte Menhir von Ballindud (englisch Standing stone). Der Stein fiel 2010 um, wurde aber 2011 an seinem ursprünglichen Standort wieder aufgerichtet. Er ist heute einer der wenigen Menhire in Waterford, die durch einen Holzzaun geschützt werden.